# Jan Balliauw
Jan Balliauw (Beveren, 29 december 1959) is een Vlaams journalist. Hij woont in Brussel.

## Biografie
Balliauw studeerde rechten, eerst in Antwerpen en dan in Gent. Tussendoor is hij, samen met Stefan Blommaert, bij Radio Centraal in Antwerpen voorzitter, manager, technicus, studiobouwer en reporter.
Van 1983 tot 1990 werkt hij als freelance-verslaggever over Oost-Europa en Rusland voor VPRO-radio. Hij heeft ook regulier werk: bij de belastingen en als bestuurssecretaris bij de regeringsafgevaardigde van de VUB.
In 1990 gaat hij met een beurs in Leningrad studeren. Aan het eind van dat jaar wordt hij correspondent voor de BRT-radio. Tijdens de periode van ongeregeldheden in de Baltische staten, begin 1991, gaat hij ook voor televisie werken.
Later dat jaar verhuist hij naar Moskou, maakt er de staatsgreep tegen Gorbatsjov mee en blijft er twee jaar correspondent voor de toenmalige BRT.
In 1993 keert hij terug naar België en begint te werken op de redactie in Brussel. Hij heeft zich gespecialiseerd in internationale politiek en diplomatie, en volgt daarbij Rusland en ook de Verenigde Staten op de voet.
In 2023 werd hij in zijn geboorteplaats Beveren ereburger.
Sinds 1 januari 2025 is hij met pensioen. Als journalist voor Oekraïne wordt hij opgevolgd door Marijn Trio.
- Gemeinsame Normdatei: 135691648
- International Standard Name Identifier: 0000 0000 7879 872X
- Library of Congress Control Number: n95075995
- Nederlandse Thesaurus van Auteursnamen: 121098923
- Virtual International Authority File: 26312736
- WorldCat: E39PBJtX7wcDkYfmvY8tGrMVmd